# Teoria de l'arquitectura

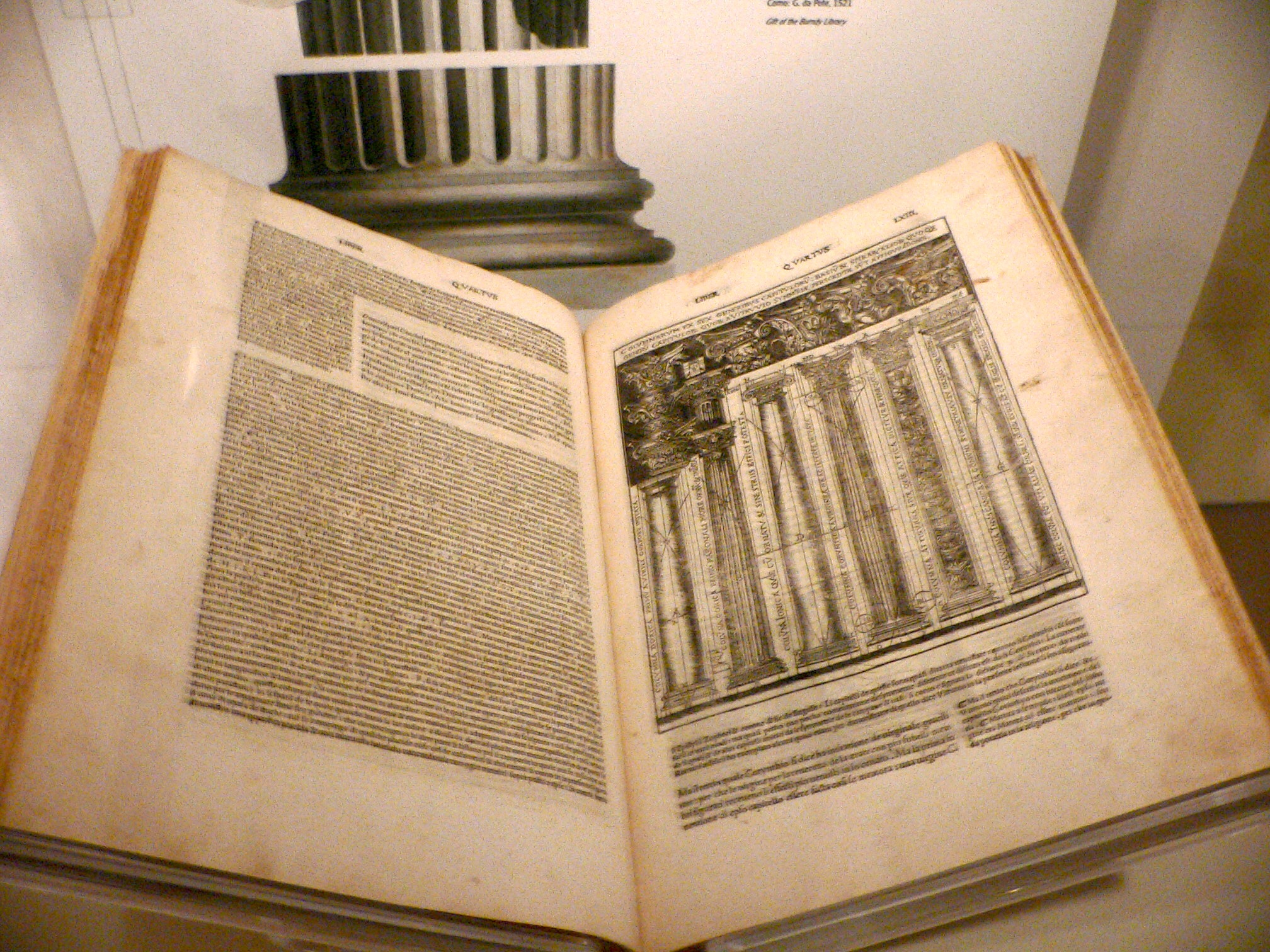
De Architectura, de Vitrubi.

La teoria de l'arquitectura és l'acte de pensar, discutir i escriure sobre arquitectura. Al llarg de la història molts arquitectes han escrit o parlat sobre l'aspecte teòric de l'arquitectura. Un dels escrits o tractats més antics que en parla són els 10 llibres De Architectura de Vitrubi. L'aspecte teòric de l'arquitectura consisteix en el coneixement que l'arquitecte posa en pràctica en la seva vida professional. També explica els valors intrínsecs que ha de tenir una obra arquitectònica per a ser considerada com a tal. Cada tractat o publicació conté les virtuts teòriques de l'arquitectura i la construcció d'aquella època històrica.

## Tractats
Hi ha nombrosos tractats sobre arquitectura. Algunes de les obres són bàsicament tècniques, amb directrius adreçades a les pràctiques constructives. Altres treballs exposen les bases teòriques i filosòfiques de l’arquitectura. Hi ha estudis moderns sobre el tema de tipus general.
La que segueix és una llista de tractats, necessàriament incompleta i arbitrària, ordenada cronològicament. L'any és orientatiu.
- 40 aC. De Architectura. Vitrubi.[5][6]

- c580.[7][8]

- c1320. Ordinacions d'en Sancta Cília.[9]

- 1450. De re ædificatoria. Leon Battista Alberti.[10][11]

- c1481. Trattato di architettura civile e militare . Francesco di Giorgio Martini.[12]

- 1521. Cesare Cesariano. A Cesare se'l recorda principalment com el primer traductor del tractat De architectura de Vitruvi a una llengua moderna (italià), amb el seu comentari afegit.[13]

- 1537. Regole generali di architetura sopra le cinque maniere di...Sebastiano Serlio.[14]

- 1561. Hypnerotomachie, ou discours du songe de Poliphile... Francesco Colonna.[15][16]

- 1562. Regola delli cinque ordini d'architettura. Jacopo Barozzi da Vignola.[17][18]

- 1601. I Quattro libri dell'architettura di Andrea Palladio.[19]

- 1615. L'idea dell'architettura universale, en sis llibres, de Vincenzo Scamozzi.[20]

- 1678. Architectura civil recta, y obliqua. Juan Caramuel y Lobkowitz,[21][22]

- 1711. L'architettura pratica de Ferdinando Bibiena.[23]

- 1760. Istruzioni elementari. Bernardo Antonio Vittone.[24]

- 1771. Principj di Architettura Civile, en tres llibres, de Francesco Milizia.[25][26]

- 1792. Piranesi.[27][28]

- 1857. A Treatise on Architectural Practice, containing detailed working drawings,... George Drysdale Dempsey.[29]

- 1858. Eugène Viollet-le-Duc
  - [30]
  - [31]

- 1923. Le Corbusier.[32]
  - 1930.Précisions sur un état presént de l'architecture et l'urbanisme
  - 1948. Modulor.[33]
  - 1958. Modulor2.